# Spree (Hähnichen)
Spree (obersorbisch Sprjewje) ist ein Ortsteil der ostsächsischen Gemeinde Hähnichen im Landkreis Görlitz in der Oberlausitz.

## Geographie
Das Straßendorf Spree liegt südlich von Hähnichen an der Straße nach Rothenburg/O.L. Durch den Ort fließt der Weiße Schöps, aus dem südlichen Uhsmannsdorf kommend, nach Hähnichen. Im Westen des Ortes führt die Berlin-Görlitzer Eisenbahn entlang, deren nächste Bahnhöfe in Hähnichen und Uhsmannsdorf liegen. Östlich und westlich des Ortes liegen Teichgebiete.
Spree ist umgeben von den zur Stadt Rothenburg gehörenden Ortschaften Spreeaufwurf und Neusorge im Nordosten, Bremenhain und Dunkelhäuser im Osten, sowie Uhsmannsdorf und Spreehammer im Süden. Im Westen liegt der Hähnichener Ortsteil Trebus.

## Geschichte

### Ortsgeschichte
Urkundlich erstmals erwähnt wurde ein Petir de Spre im Jahr 1390. 1403 kaufte Hans von Kottwitz den Zins einiger Dörfer der Rothenburger Gegend, darunter aus Spreh.
Spree war ursprünglich nach Rothenburg gepfarrt. Anfang des 16. Jahrhunderts wurde mit dem Bau einer eigenen Kapelle begonnen, deren Bau durch den Bischof von Meißen im Januar 1520 bestätigt wurde. Sie wurde wohl mangels Geldes nicht fertiggestellt oder durch die wenige Jahre darauf einsetzende Reformation nicht mehr notwendig, so dass bereits im 19. Jahrhundert im Ort nichts mehr auf ihre vormalige Existenz hindeutete.

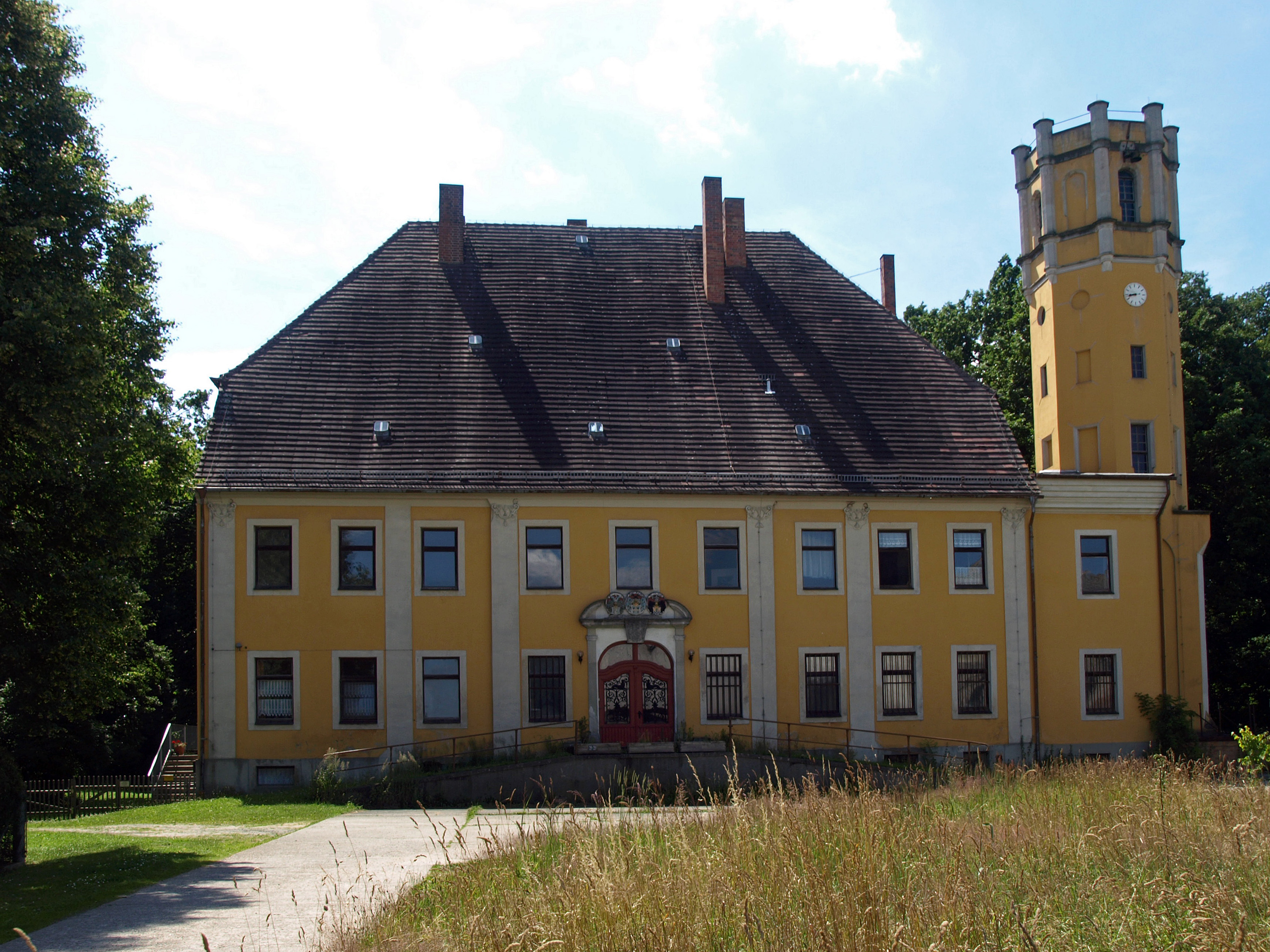
Schloss Spree

Bei einem verheerenden Brand am 26. Mai 1712 wurde auch das Rittergut zerstört. Erst im Jahr 1749 ließ der Rittergutsbesitzer Hieronymus Christoph von der Gabelentz das dazugehörende Schloss Spree wieder aufbauen. Im gleichen Jahr ließ er einen Speicher in Schrotholzbauweise errichten, der heute unter Denkmalschutz steht. Rund ein Vierteljahrhundert später erfolgte der erste in Spree nachweisbare Schulunterricht im Jahr 1776.
Nach dem Wiener Kongress musste das Königreich Sachsen 1815 unter anderem einen großen Teil der Oberlausitz an das Königreich Preußen abtreten. Die Gemeinde Spree kam dadurch im Folgejahr zum neu gegründeten Landkreis Rothenburg (Ob. Laus.) in die Provinz Schlesien.

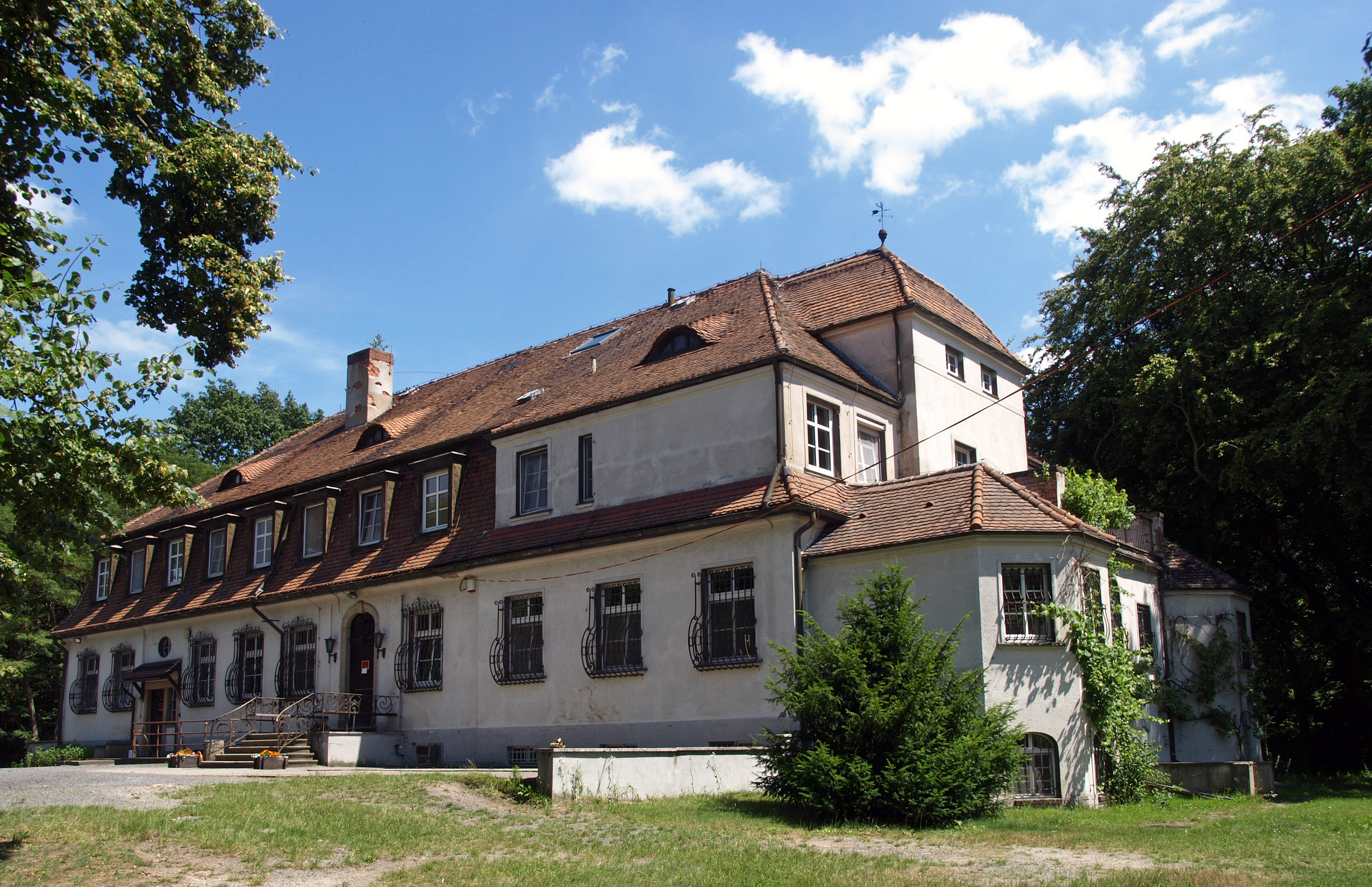
Schloss Niederspree

Anfang des 20. Jahrhunderts wurde der Gutsbesitz unter den beiden Töchtern des Friedrich von Martin aufgeteilt. In den Jahren 1919/1920 wurde auf dem Gut Niederspree ein Schloss im englischen Landhausstil erbaut.
Der etwa fünf Kilometer entfernt in der Spreer Heide gelegene Ortsteil Spreeaufwurf wurde 1938 zur südlich davon gelegenen Gemeinde Neusorge umgegliedert. Zwar wird schon im Jahr 1539 eine Wiese beim Ufwurfe in einem Görlitzer Zinsverzeichnis genannt, der Ort findet jedoch erst 1756 seine erste urkundliche Erwähnung.
Nach dem Zweiten Weltkrieg wurden die beiden Güter enteignet und aufgesiedelt sowie deren Ländereien im Rahmen der Bodenreform an Landarme und Neubauern verteilt. Eine Landwirtschaftliche Produktionsgenossenschaft (LPG) wurde erst 1958 gegründet, sie wurde 1972 der LPG Hähnichen angegliedert.
Die seit 1945 wieder sächsische Gemeinde kam durch die Verwaltungsreform von 1952 zum Kreis Niesky (Bezirk Dresden). Kirchlich gehörte Spree noch bis 1967 nach Rothenburg, seitdem ist der Ort zur näher gelegenen Hähnichener Kirche gepfarrt.
Zum 1. Januar 1994 schlossen sich die Gemeinden Quolsdorf und Trebus mit Hähnichen zusammen. Die Gemeinde Spree blieb noch vier weitere Jahre eigenständig und schloss sich erst zum 1. Januar 1998 Hähnichen an. Gemessen an der Fläche ist Spree mit 17,5 km² der größte Ortsteil der Gemeinde.

### Bevölkerungsentwicklung
| Jahr | Einwohner |
| ---- | --------- |
| 1825 | 426       |
| 1863 | 507       |
| 1871 | 594       |
| 1885 | 559       |
| 1905 | 601       |
| 1925 | 575       |
| 1939 | 567       |
| 1946 | 673       |
| 1950 | 770       |
| 1964 | 614       |
| 1971 | 566       |
| 1988 | 425       |
| 1990 | 420       |
| 1993 | 403       |
| 1997 | 434       |
| 1999 | 439       |
| 2002 | 426       |

Im Jahr 1561 wurden für Spree 22 besessene Mann und 10 Inwohner verzeichnet. Rund 200 Jahre später waren es noch 9 besessene Mann sowie 15 Gärtner und 26 Häusler.
Von 1825 bis 1905 stieg die Einwohnerzahl von 426 auf 601 an, danach war bis  1939 ein leichter Rückgang zu verzeichnen. Nach dem Krieg stieg die Zahl durch Flüchtlinge und Vertriebene an und erreichte 1950 den Stand von 770. In den folgenden vier Jahrzehnten war ein Rückgang auf 420 Einwohner zu verzeichnen, dessen Trend sich auch in den ersten Nachwendejahren fortsetzte. Um die Jahrtausendwende hatte Spree rund 430 Einwohner.

### Ortsname
Der Ortsname leitet sich vom Weißen Schöps ab, der ähnlich wie sein Mündungsfluss, der Schwarze Schöps, im Mittelalter und der frühen Neuzeit auch als Spree bezeichnet wurde. Damit teilt sich der Ort Spree eine namensgeschichtliche Entwicklung mit Sproitz und Sprey am Schwarzen Schöps sowie Spreewitz an der Mündung der Kleinen Spree.
Urkundlich überlieferte Formen sind (zur) Spreh (1403), (zur) Sprehe (1422), (de) Spreu und (von der) Sprey (1423), Sprewe (1447) und Spree (1448). Bis zum endgültigen Schriftform des Ortsnamens gegen Ende des 18. Jahrhunderts kehren einige dieser Formen – teilweise mit abweichenden Endungen – wieder, zudem verwendete Bartholomäus Scultetus auch die Form Spräe.
Schriftlich belegte Formen des sorbischen Ortsnamens sind Sprewje (1848) und  Sprowje (1886). Die Form Sprjewje scheint jüngeren Datums zu sein und ähnelt den sorbischen Namen von Sprey (Sprjowje), Spreewitz (Sprjejcy) und Sproitz (Sprjojcy). Die Verwendung des sorbischen Namens ist heute nicht mehr gebräuchlich, der Ort lag bereits in den 1880er Jahren außerhalb des sorbischen Siedlungsgebietes.